# 三论宗
三论宗，汉传佛教宗派之一，因以研究《中論》、《十二門論》、《百論》而著稱。在中國佛教史上，三論宗並不是一個實質的宗派，只要是研究三論宗旨的，都可稱三論宗。他們也尊崇其他的大乘佛教經典，如《淨名經》、《法華經》、《華嚴經》、《勝鬘經》、《涅槃經》等。最著名的代表為嘉祥吉藏大師。而北方又加龙树的《大智度论》，可称为四论宗，惟不盛。
真正形成宗派，是在傳至日本之後，而三論宗的立名，又稱不真宗，也並非來自中國，而是始於日本佛教。三論宗源自於中觀學派，但在思想上，三論宗受到地論宗、攝論宗、涅槃宗的影響，加入許多真常唯心系的看法，是一個綜合性的學派。

## 歷史
此宗始於鳩摩羅什譯出龍樹《中論》、《十二門論》與提婆的《百論》，奠基於南北朝僧肇、遼東僧朗、興皇法朗、茅山大明（僧炅）、吉藏大師。因依《中论》、《十二门论》和《百论》等三论立宗，故名为三论宗，屬大乘中觀派。
鸠摩罗什来到中国后，尽译三论，弟子事之者称三千人。以道融、僧叡、僧肇、道生，为尤著，并称为「关中四杰」。至什公去世，姚秦敗亡，弟子四散，各自傳播經典。其中被稱為「解空第一」的僧肇不幸早死。向東南弘傳的，如的僧嵩、壽春的僧導，主要以《成實論》的宏揚為主，後世稱為成實宗。至於僧叡、道生、慧觀等人，則重視《法華經》與《涅槃經》的傳播，至於鳩摩羅什所重視的般若中觀與三論則反而被遺忘了。重新將三論研究發揚光大的，則是遼東僧朗大師及其門下。
僧朗大師原居遼東，因當時遼東屬於高麗，僧朗大師又被稱為「高麗朗」，對華嚴、三論有深入研究。僧朗大師的傳承不明，嘉祥吉藏說他曾在北方學到什公、僧肇門下的三論正義。南朝齊建武（西元494─497）年間，僧朗大師到達江南，隱居於攝山（即棲霞山），梁武帝派了僧詮等十人，去向他學習三論，三論宗也隨之光大。僧詮大師後住攝山止觀寺，終身不下山，同樣致力於華嚴、三論的研究。興皇法朗、長干智辯、禪眾慧勇、棲霞慧布都是僧詮大師的得意門徒。興皇法朗曾作《山門玄義》，以三論意旨評破成實宗，因其辯才，又被稱為「伏虎朗」。在法朗大師的努力下，三論傳遍江南，遠至於四川，成為南朝陳的佛教正宗。他的徒弟嘉祥吉藏大師是三論義學的集大成者。
興皇法朗去世時，囑付茅山大明法師繼續領導其門下學眾，茅山明法師「即日辭朗，領門人入茅山，終身不出」。他的門人，如慧暠、慧稜、法敏等都是傑出人才，牛頭宗的創始者法融也出於他門下。另一個門人智鍇大師隱居廬山大林寺，二十年不下山，智鍇曾從智顗，兼習天台教義，禪宗四祖道信曾經居於大林寺十年，之後道信改變菩提達摩以《楞伽經》印心的傳統，改以《般若經》教學，不能說沒有受到三論宗的影響。
唐朝中葉之後，在中國的三論宗衰微，被併入天台宗。但經高麗僧慧灌，傳入日本，成為日本重要佛教宗派之一。

## 三論宗的由來
在唐宋之際的中國佛教文獻，在討論佛教宗派時，並沒有提及三論宗；「三論宗」一詞主要是用來說明學習三論之學的旨趣，學習三論的僧侶，通常也會兼習其他書籍，如《續高僧傳》說吉藏大師曾「講三論一百餘遍，法華三百餘遍，大品、智論、華嚴、維摩等各數十遍。並著玄疏盛流於世。」
三論宗之名，始見於日僧凝然（1240-1321）所作《八宗綱要鈔》與《三國佛法傳通源起》，在《八宗綱要鈔》書中也定下三論宗的傳承祖脈。認為印度祖师之血脉以文殊菩萨为高祖，马鸣为次祖，龙树为三祖。龙树有二弟子，分二流，一者由龍樹傳龍智、清辨、智光、師子光；一者由龍樹傳提婆、羅睺羅跋陀羅、青目、須利耶蘇摩至鳩摩羅什。中國祖師起於羅什，傳道生、僧肇、法融、僧叡、曇影、慧觀、道恆、曇濟。曇濟傳道朗、僧詮、法朗、吉藏，後傳至高麗僧慧灌。日本三論宗初祖則為高麗僧慧灌，傳福亮、智藏、道慈、善議、勤操、安勤。因為三論宗在印度及漢地的傳承來自於後世日本僧人的整理，所以它的內容多有疑問。 
日僧宜然房明道《三論玄義玄談》認為，嘉祥大师以前称「古三论」，又称「北地之三论」；嘉祥大师以後称为「新三论」，又称「南地之三论」。
日本學者前田慧雲（1857-1930）《三論宗綱要》認為，羅什傳至吉藏，稱為古三論宗。而日照三藏（613-687）於唐高宗時，傳來智光及清辯論師的三論學，後傳至賢首法藏、新羅元曉，這個系統為新三論宗。但日照三藏所傳的多為密宗及法相唯識學，少見中觀派的作品，故此說可能是虛構的。
日本三論宗初祖為高麗僧慧灌，於隋唐之際入中國，於嘉祥吉藏門下學習三論，後奉使至日本，於元興寺大弘三論（625），這是日本宗派佛教的開始，為南都六宗之一。其後慧灌弟子智藏亦至中國投嘉祥門下，為二詛。道慈（？-744）於702年入唐兼學六宗，從吉藏之法孫元康學三論，又就善無畏習密教。養老二年（718）回國，奉敕建造大安寺宣揚三論，是為三祖。

## 宗義
三论宗又名大乘空宗、般若宗、性宗、破相宗。此宗广破一切有所得，实有实无的偏见，说大乘经同明一道，同以无所得正观为宗，对如来所说经教，不作高下优劣之分，但因众生的根性千差万别，所以佛说的法门就有种种的不同，随机施教，因病授药。
诸法性空的“中道实相论”，为此宗的中心理论。这种理论，总说世间、出世间万有诸法，都是从众多因缘和合而生，是众多因素和条件结合而成的产物，这叫缘起，离开众多因素的条件就没有事物，事物皆无自身质的规定性，皆非实体，这叫无自性，也就是性空。即缘起事物的存在就是性空，不是除去缘起的事物而后说空。如《十二门论》所说：“众缘所生法，即是无自性，若无自性者，云何有是法。”这就是说：缘起法无自性就是毕竟空。把缘起和性空统一起来，从缘起和合的现象中，直指“缘起”与“性空”不是对立的，所以，不离性空而有缘生的诸法；虽有缘起的诸法，也不碍于毕竟空的中道实相。“缘起就是性空，性空就是缘起；真空不碍妙有，妙有体现真空”，这就是中道实相论。
雖然三論宗起源自中觀派，但是在宗義上，引進涅槃宗等，因此，已不是純粹的中觀派。

## 系譜
- 鳩摩羅什（344－413）：譯出龍樹中論、十二門論，及提婆百論。門下弟子以道生（355－434）、僧叡（355－439）、道融（373－446）、僧肇（384－414）最為傑出，並稱關中四聖。
- 遼東僧朗（？-？）：重視華嚴、三論，隱於攝山（即棲霞山）。《高僧傳》載其師從「遊學北土，備綜眾經」，後居攝山的釋法度（437－500）。日本安澄《中論疏記》則稱僧朗「遠去燉煌郡曇慶師所，受學三論」[1]。日本三論宗以僧朗為助曇無讖譯經的河西道朗（混淆河西朗、遼東朗）[2]，又以道朗之師為弘《成實》、《涅槃》的曇濟（411－475），上承竺道生。
- 攝山僧詮（？-？）：居攝山止觀寺，傳授三論，坐禪經行。門下有四弟子，法朗（507－581）、智辯、慧勇（515－583）、慧布（518－587）。另有慧峰（約501－560）弘十誦律。
- 興皇法朗（507－581）：從大明寺的寶誌禪師習禪，又從僧詮學三論與華嚴、大品等經。於楊都弘法二十五年，門下「眾常千餘」，上首弟子稱「朗門二十五哲」。評破諸宗，尤其成實大乘師、學三論不得意者（包括同門的智辯，慧勇）。其弟子慧均著《四論玄義》，據研究，慧均有可能是百濟人[3]。
- 棲霞慧布（518－587）：住持攝山棲霞寺，常樂坐禪，遠離囂擾，誓不講說，護持為務。和天台系的慧思禪師、達摩系的慧可禪師交遊往來，後來將棲霞寺交付大莊嚴寺的保恭禪師（540－621）。[4]
- 嘉祥吉藏（549－623）：住持會稽嘉祥寺，三論義學的大成者，「破邪顯正」為其宗旨，著有《法華玄論》、《三論玄義》等。其弟子慧灌、智藏（日语：智蔵）在飛鳥時代時（約625年）將「三論學」傳至日本（元興寺）。另有弟子碩法師著《三論遊意義》。
- 牛頭法融（594－657）：從僧炅（興皇法朗弟子）剃度，於牛頭山別立禪室，潛修禪觀。傳說法融受禪宗四祖道信付法，別出牛頭一脈，被視為禪宗旁系。
- 元康（？-？）：吉藏門徒碩法師之弟子，於貞觀年間入京師安國寺講解三論，著有《肇論疏》、《三論玄樞》（佚）等。智藏的弟子道慈（日语：道慈）入唐師事元康，將「三論學」傳至日本（大安寺）。貞觀之後，三論宗在中國逐漸衰落。奈良時代之後，三論宗在日本衰微。

## 外部連結
- 藍日昌論三論宗從學派到宗的過程